# 울주군 (2000년 선거구)
울주군은 대한민국의 국회의원 선거구이다. 울산광역시 울주군 일대를 관할한다. 현 지역구 국회의원은 국민의힘의 서범수이다.

## 역사
1997년 7월 15일을 기해 경상남도 울산시가 울산광역시로 승격되었다. 이로 인해 2000년 대한민국 제16대 국회의원 선거를 앞두고 울산시 울주구 선거구에서 분리되면서 신설되었다. 

## 관할 구역
| 대수      | 관할 구역   |
| --------- | ----------- |
| 16대~현재 | 울주군 일원 |

## 역대 국회의원
| 선거   | 정당 | 정당       | 의원   |
| ------ | ---- | ---------- | ------ |
| 2000년 |      | 한나라당   | 권기술 |
| 2004년 |      | 열린우리당 | 강길부 |
| 2008년 |      | 무소속     | 강길부 |
| 2012년 |      | 새누리당   | 강길부 |
| 2016년 |      | 무소속     | 강길부 |
| 2020년 |      | 미래통합당 | 서범수 |
| 2024년 |      | 국민의힘   | 서범수 |

## 역대 선거 결과

### 대한민국 제16대 국회의원 선거
|  | 68.45% |

|  | 18.45% |

|  | 13.08% |

### 대한민국 제17대 국회의원 선거
|  | 42.63% |

|  | 41.46% |

|  | 9.63% |

|  | 6.27% |

### 대한민국 제18대 국회의원 선거
|  | 48.17% |

|  | 36.02% |

|  | 13.65% |

|  | 2.14% |

### 대한민국 제19대 국회의원 선거
|  | 63.65% |

|  | 36.34% |

### 대한민국 제20대 국회의원 선거
|  | 40.27% |

|  | 28.27% |

|  | 22.19% |

|  | 7.40% |

|  | 1.85% |

### 대한민국 제21대 국회의원 선거
|  | 52.74% |

|  | 43.40% |

|  | 2.88% |

|  | 0.96% |

### 대한민국 제22대 국회의원 선거
|  | 53.48% |

|  | 46.51% |